# Colchester (Vermont)
Colchester es un pueblo ubicado en el condado de Chittenden en el estado estadounidense de Vermont. En el año 2010 tenía una población de 17.067 habitantes y una densidad poblacional de 112,36 personas por km².

## Geografía
Colchester se encuentra ubicado en las coordenadas 44°32′31″N 73°11′48″O / 44.54194, -73.19667.

## Demografía
Según la Oficina del Censo en 2000 los ingresos medios por hogar en la localidad eran de $51,429 y los ingresos medios por familia eran $58,358. Los hombres tenían unos ingresos medios de $38,268 frente a los $30,880 para las mujeres. La renta per cápita para la localidad era de $22,472. Alrededor del 6.3% de la población estaban por debajo del umbral de pobreza.